# Mario Alberto Rollier
Mario Alberto Rollier (Milano, 12 maggio 1909 – Marsiglia, 1º gennaio 1980) è stato un chimico, partigiano e politico italiano.

## Biografia
Nacque da Eric e Maria Vigne, famiglia di fede e di origine valdese originaria di Torre Pellice. Fu primogenito di due fratelli (Guido e Carlo) e trascorse l'infanzia tra la Valpellice e Milano. Negli anni trenta fu molto attivo nelle organizzazioni giovanili evangeliche, aprendosi anche alla collaborazione con laici antifascisti come Antonio Banfi e Lelio Basso.

### Carriera
Dopo essersi laureato in chimica presso l'Università degli Studi di Torino, divenne libero docente di Chimica al Politecnico di Milano e nel capoluogo lombardo entrò nel movimento "Giustizia e Libertà".
Visto che, tra il 1934 e il 1935, le retate poliziesche avevano quasi completamente distrutta, a Torino e Milano, la rete clandestina del movimento azionista, Rollier si impegnò (con Giorgio Agosti, i fratelli Alessandro e Carlo Galante Garrone, Ada Marchesini Gobetti e pochi altri), a ricostituirla. Non solo: dopo che il regime fascista soppresse, nel 1940, la rivista valdese Gioventù Cristiana, Rollier (sostenuto da Adriano Olivetti), la rimpiazzò con L'Appello, che aveva lo stesso orientamento.
All'impegno di Rollier e di Antonio Banfi si deve anche il "manifesto" dei docenti universitari milanesi che, il 26 luglio 1943, chiedevano l'abolizione delle discriminazioni razziali, politiche e religiose e il reintegro dei docenti perseguitati dal fascismo.
Il 26-28 agosto del 1943, nella casa milanese del cattedratico (presenti anche Eugenio Colorni, Altiero Spinelli, Ernesto Rossi, Ursula Hirschmann, Manlio Rossi Doria, Giorgio Braccialarghe e Vittorio Foa), si riunirono azionisti e federalisti per fondare la sezione italiana del Movimento Federalista Europeo e decidere l'adesione dei suoi militanti al Partito d'Azione.
Ai primi di settembre Rollier era già a Torre Pellice, dove otteneva dal Sinodo valdese una esplicita dichiarazione di separazione tra Chiesa e Stato. Dopo l'annuncio dell'armistizio, ecco il professore impegnato a prelevare armi nelle caserme della Val Pellice e a costituire i primi gruppi di partigiani azionisti, che si sarebbero battuti contro i nazifascisti sotto le insegne di "Giustizia e Libertà".
Nel primo inverno della Guerra di Liberazione, Rollier, pur proseguendo nel suo lavoro al Politecnico di Milano, svolse un'intensa attività politica, per passare poi in clandestinità a organizzare le formazioni "GL" lombarde, delle quali fu commissario politico e poi comandante. Nel novembre del 1944 le rappresentò nel Comando regionale lombardo del Corpo Volontari della Libertà e, con la costituzione del CLN di Milano, in questo organismo.
Fu sempre lui a passare ai giellisti l'ordine di insurrezione firmato da Leo Valiani e a partecipare alla riunione che decise la nomina di Antonio Greppi (e della sua giunta), a sindaco di Milano. Dopo la Liberazione, Rollier fu commissario straordinario della Montecatini. Con lo scioglimento del PdA aderì al PSDI, che rappresentò nel Consiglio comunale di Milano dal 1951 al 1960.

## Nel dopoguerra
Nel 1956 vinse il concorso alla cattedra di Chimica Generale presso l'Università degli Studi di Cagliari, dove rimase fino al 1960. Si trasferì quindi all'Università degli Studi di Pavia come titolare della seconda cattedra di Chimica generale e inorganica della Facoltà di Scienze. Nel 1965 costruì a Pavia, a fini di studio, il reattore nucleare Triga Mark II e costituì il laboratorio di energia nucleare applicato LENA.
Presso l'INSMLI è conservato un fondo librario di ben 1.137 volumi donato dalla famiglia del cattedratico. Esso comprende anche uno Schema di Costituzione dell'Unione federale europea, scritto da Mario Alberto Rollier con lo pseudonimo di Edgardo Monroe. Nel 1993 il volume di Cinzia Rognoni Vercelli, Mario Alberto Rollier - Un valdese federalista, ha vinto il "Premio universitario Europeo Coudenhove-Kalergi".